# Scorpion (achtbaan)
Dit overzicht is mogelijk incompleet; u kunt helpen door het uit te breiden.
De Scorpion is een stalen achtbaan in het Amerikaanse attractiepark Busch Gardens Tampa in de plaats Tampa, Florida. De achtbaan bereikt een snelheid van 66 kilometer per uur en is 18,5 meter hoog. Deze attractie is in 1980 geopend en is gebouwd door Anton Schwarzkopf. Tijdens de rit krijgt de inzittenden maximaal 3,5 g-krachten te verwerken. De achtbaan bevat één inversie, een looping.